# امیلیو بارزینی
امیلیو بارزینی (ملقب به گرگ) (به انگلیسی: Emilio "The Wolf" Barzini)، یک شخصیت خیالی و یکی از قهرمان‌های اصلی رمان پدرخوانده نوشته ماریو پوزوست. در اقتباس سینمایی پدرخوانده، این نقش با بازی ریچارد کونته به تصویر کشیده شده‌است. خانواده بارزینی از خانواده جنایتکار جینوویسه الهام گرفته شده‌است.
امیلیو بارزینی رئیس خانواده جنایتکار بارزینی پس از خیانت به رئیس سابق خود، جوزپه ماریپوزا، بود و در طول جنگ پنج خانواده، رقیب خانواده کورلئونه محسوب می‌شد.در اوایل دهه ۱۹۳۰، امیلیو بارزینی به همراه برادرش اتوره، به عنوان یکی از کاپوهای سازمان جوزپه ماریپوزا فعالیت می‌کرد. پس از آنکه ماریپوزا دوستش "تیتس" را صرفاً بر اساس شک (ظن) به خیانت به قتل رساند، بارزینی شروع به نارضایتی از او کرد.  
پس از ترور ناموفق ویتو کورلئونه در یک رژه (که به کشتار گسترده انجامید)، بارزینی متوجه شد که جریان به نفع ویتو در حال تغییر است، بنابراین به ماریپوزا خیانت کرد و به ویتو پیوست.  

## صعود به قدرت
پس از مرگ ماریپوزا، بارزینی بقایای سازمان او را تصاحب کرد و به عنوان رئیس خانواده بارزینی (که حالا نامش تغییر کرده بود) قدرت را به دست گرفت. تحت رهبری او، این خانواده به دومین خانواده مافیایی قدرتمند نیویورک و حتی کل ایالات متحده تبدیل شد و تنها از خانواده کورلئونه ضعیف‌تر بود.  
بارزینی در بازارهایی مانند مواد مخدر، قمار و فحشا فعالیت داشت و همچنین آنقدر باهوش بود که به لاس وگاس و کوبا نیز توجه نشان دهد. او به سیاست‌های وال استریت و مافیای سیسیل نیز مرتبط بود.  

## در رمان
بارزینی رئیس یکی از پنج خانواده نیویورک است و بعد از ویتو کورلئونه دومین قدرت مافیایی در کشور است. فعالیت‌های تبهکارانه بارزینی مواد مخدر، قمار و فحشا را دربرمی‌گیرد. او به دنبال گسترش امپراتوری خود به لاس وگاس و نوادا است.
بارزینی ابتدا به عنوان مهمان در عروسی کانی کورلئونه حضور دارد. اندکی پس از آن، ملاقاتی میان شریک خود، ویرجیل سولوزو (سلطان مواد مخدر، ملقب به ترک) و دون ویتو کورلئونه ترتیب می‌دهد تا دون را ترغیب کند در تجارت مواد مخدر با خانواده‌های بارزینی و تاتالیا همکاری کند. طی این ملاقات، سانی به این پیشنهاد ابراز علاقه می‌کند، اما ویتو از پذیرش آن سرباز می‌زند چون تجارت مواد مخدر را «کسب‌وکار کثیفی» می‌داند. سولوزو، با تأیید بارزینی، نقشه سوءقصد به جانِ دون ویتو کورلئونه را طراحی می‌کند به این امید که پس از مرگ دون، سانی، به عنوان جانشین پدرش، معامله را خواهد پذیرفت. اما دون کورلئونه از ترور جان سالم به‌در می‌برد و سانی نیز از ورود به تجارت هروئین امتناع می‌ورزد. بارزینی به‌طور مخفیانه با دیگر خانواده‌های نیویورک علیه خانواده کورلئونه توطئه می‌کند و آنها را مجبور به سازش و بازکردن قلمروشان به روی قاچاقچیان مواد مخدر می‌کند. به این منظور، او با کمک کارلو ریزی (داماد کورلئونه که دل خوشی از خانواده ندارد)، دامی برای سانی پهن می‌کند و او را در راه منزل خواهرش ترور می‌کند. پس از مرگ سانی، دون کورلئونه موافقت می‌کند که تجارت مواد مخدر تحت حمایت سیاسی او انجام شود و از انتقام قتل پسرش صرف‌نظر می‌کند. در اجلاس صلح بین خانواده‌ها، دون کورلئونه متوجه می‌شود با این که در ابتدای امر به نظر می‌رسید فیلیپ تاتالیا سردمدار اتحاد خانواده‌ها علیه کورلئونه است، اما بارزینی مغز متفکر آن است.
عقب‌نشینی خانواده کورلئونه رضایت بارزینی را تامین نمی‌کند. او همچنان در تلاش است باز هم به خانواده کورلئونه ضربه بزند و قلمروی آنها را به دست بیاورد. در مراسم خاک‌سپاری دون کورلئونه، سالواتوره تسیو، از افراد رده بالای خانواده مافیایی کورلئونه، به مایکل کورلئونه که جانشین پدرش شده اطلاع می‌دهد که بارزینی مایل است ملاقاتی با او داشته باشد. تسیو نفوذی بارزینی‌ست و نقشه بارزینی این است که مایکل را ترور کند تا خانواده کورلئونه از هم بپاشد. اما مایکل از نقشه او با خبر است. ویتو کورلئونه پیش از مرگش به مایکل هشدار داده بود که دشمنان خانواده ممکن است چنین توطئه‌ای ترتیب بدهند و هرکس که این پیشنهاد را مطرح می‌کند خائن و نفوذی‌ست. مایکل که از مدتی قبل نقشه حذف بارزینی و سایر دون‌ها را در سرمی‌پروراند بارزینی را فریب می‌دهد تا تصور کند خانواده کورلئونه واقعاً ضعیف شده. طولی نمی‌کشد که بارزینی و همدستانش، یکی‌یکی به قتل می‌رسند. آل نری، در پوشش مأمور پلیس، مقابل ساختمان دیوان عالی نیویورک کمین می‌کشد و وانمود می‌کند می‌خواهد ماشین بارزینی را جریمه کند. به محض آن که بارزینی از ساختمان بیرون می‌آید، آل نری راننده و بادیگاردش را با شلیک گلوله می‌کشد. بارزینی فرار می‌کند اما دو گلوله به پشت او اصابت می‌کند و روی پله‌های ساختمان دیوان عالی جان می‌دهد.

## منبع الهام شخصیت
پوزو در طراحی شخصیت امیلیو بارزینی از شخصیت‌های واقعی تبهکارانی نظیر ویتو جنوویزه، فرانک کاستلو و لاکی لوچانو، که همگی از روسای خانواده جینوویسه هستند الهام گرفته‌است.

## در رسانه‌های دیگر
در اقتباس سینمایی فرانسیس فورد کاپولا از پدرخوانده نقش بارزینی توسط ریچارد کونته به تصویر کشیده شده‌است. قبلاً کونته برای نقش دون کورلئونه در نظر گرفته شده بود اما در رقابت با مارلون براندو نقش را به دست نیاورد.
در بازی پدرخوانده، بارزینی، پدر شخصیت اصلی بازی، آلدو تراپانی، را کشته‌است، و تراپانی با انگیزه انتقام، دون بارزینی را روی پله‌های دادگستری می‌کشد.